# Большеклювая иволга
Большеклювая иволга (лат. Oriolus crassirostris) — вид певчих птиц семейства иволговых, эндемик острова Сан-Томе, расположенного у западного побережья Африки.
Вид широко распространён на большей части острова, за исключением северо-востока, и является наиболее распространённым на юго-западе и центральном массиве. Средой обитания являются тропические горные дождевые леса.
Длина тела составляет 20—22 см. Оба пола имеют розово-красный клюв, тёмные крылья и хвост, белое брюхо и жёлтое подхвостье. Самцы отличаются чёрной головой. В то время как самки имеют светлую окраску головы и штрихи на груди.
Чашеобразное гнездо, сооружённое из травы и коры, располагается на высоте около 10 метров над землёй между ветвями дерева. Самка откладывает в среднем 2—3 яйца.
Большеклювые иволги питаются в основном насекомыми (саранчовые, гусеницы, жуки), а также плодами.
Угрозу для вида представляет потеря мест обитания из-за вырубки деревьев. Согласно исследованиям 1998 года средняя плотность популяции составляла две особи на 25 га. Общая численность популяции вида, по приблизительным расчётам, составляет 350—1500 взрослых особей.